# U Make Me Feel Alright
Az U Make Me Feel Alright című dal a svéd Amadin nevű duó 2. kislemeze, mely 1994-ben jelent meg. Slágerlistás helyezést nem ért el, de a klubokban sikeres volt.

## Megjelenések
CD Maxi  Németország Logic Records – LOC 137
1. U Make Me Feel Alright (Radio) 4:20
2. U Make Me Feel Alright (Extended)	5:56
3. U Make Me Feel Alright (Feelin' Alright Mix) 8:19 Remix – Kristian Lundin
4. Everything Collapse (Brother John Mix) 7:02 Written-By – John Amatiello

## Külső hivatkozások
- Hallgasd meg a dalt a YouTube-on[4]
- A dal az amazon.com oldalon[5]
- Dalszöveg[6]